# Fraham (Aschau am Inn)
Fraham ist ein Gemeindeteil der Gemeinde Aschau am Inn und eine Gemarkung im oberbayerischen Landkreis Mühldorf am Inn.

## Geschichte
Um das Jahr 990 wird eine Kirche des hl. Martin urkundlich erwähnt. Seit etwa 1220 bildeten die Kirchensprengel Aschau, Fraham und St. Erasmus eine einzige Pfarrei, Pfarrer waren stets Chorherren aus Kloster Au am Inn. Fraham gehörte ursprünglich zum Pfleggericht Kraiburg sowie zum Rentamt Burghausen. Es wurde mit dem Gemeindeedikt von 1818 eine Ruralgemeinde. Aus der Gemeinde Fraham wurden am 1. Juli 1976 die Gemeindeteile Bergham, Fraham, Klugham, Reit und Urfahrn mit insgesamt 158 Einwohnern nach Aschau am Inn eingegliedert.

## Wappen
Gespalten von Silber und Rot; vorne vierreihiges blaues Wolkenfeh, hinten ein silbernes Flammenschwert mit goldenem Griff und goldener Parierstange.|